# Oratorio de la Difunta Correa
El Oratorio de la Difunta Correa es un templo o sitio destinado al culto divino al que peregrinan numerosos fieles, en el cual se venera al personaje de la Deolinda Correa mayormente conocida como Difunta Correa en donde se considera que tuvo lugar el primer milagro. El mismo está ubicado en la localidad de Vallecito, al sureste del departamento Caucete, a 34,4 km en dirección sureste de la ciudad de Caucete, casi al centro sur de la provincia de San Juan, en centro oeste de Argentina. 
Al santuario se accede por la Ruta Nacional 141, donde está dotado de camping al aire libre y cubiertos, un hotel, restaurantes y comercios regionales y de todo tipo.
Junto a los santuarios de San Expedito, en Bermejo y Ceferino Namuncurá en Villa Dominguito, conforma la Ruta de la Fe, como turismo temático, en San Juan

## Infraestructura
La devoción a la Difunta Correa no se trata de un culto, no existe ninguna religión "difuntacorreísta" sino una difundida devoción popular practicada principalmente por gente adherente al catolicismo. La Difunta Correa es una santa popular (que en la práctica es venerada por los devotos como una diosa), si bien no reconocida como tal por la institución católica.
Los devotos consideran que hace milagros e intercede por los vivos. La supervivencia de su hijo, afirman sus devotos que sería el primer milagro de los que a partir de entonces se le atribuirían. A partir de la década de 1940, su santuario en Vallecito, al principio apenas una cruz situada en lo alto de un cerrito, se convirtió en un pequeño pueblo en el que existen varias capillas (17 en 2005), repletas de ofrendas traídas por los fieles. 
Las capillas han sido donadas por diversos devotos, cuyos nombres figuran en placas sobre las puertas de entrada. Una de ellas contendría los restos de Deolinda Correa. En esta capilla existe una gran escultura de la muerta con su hijo, recostada, cara al cielo con el niño en uno de sus pechos.

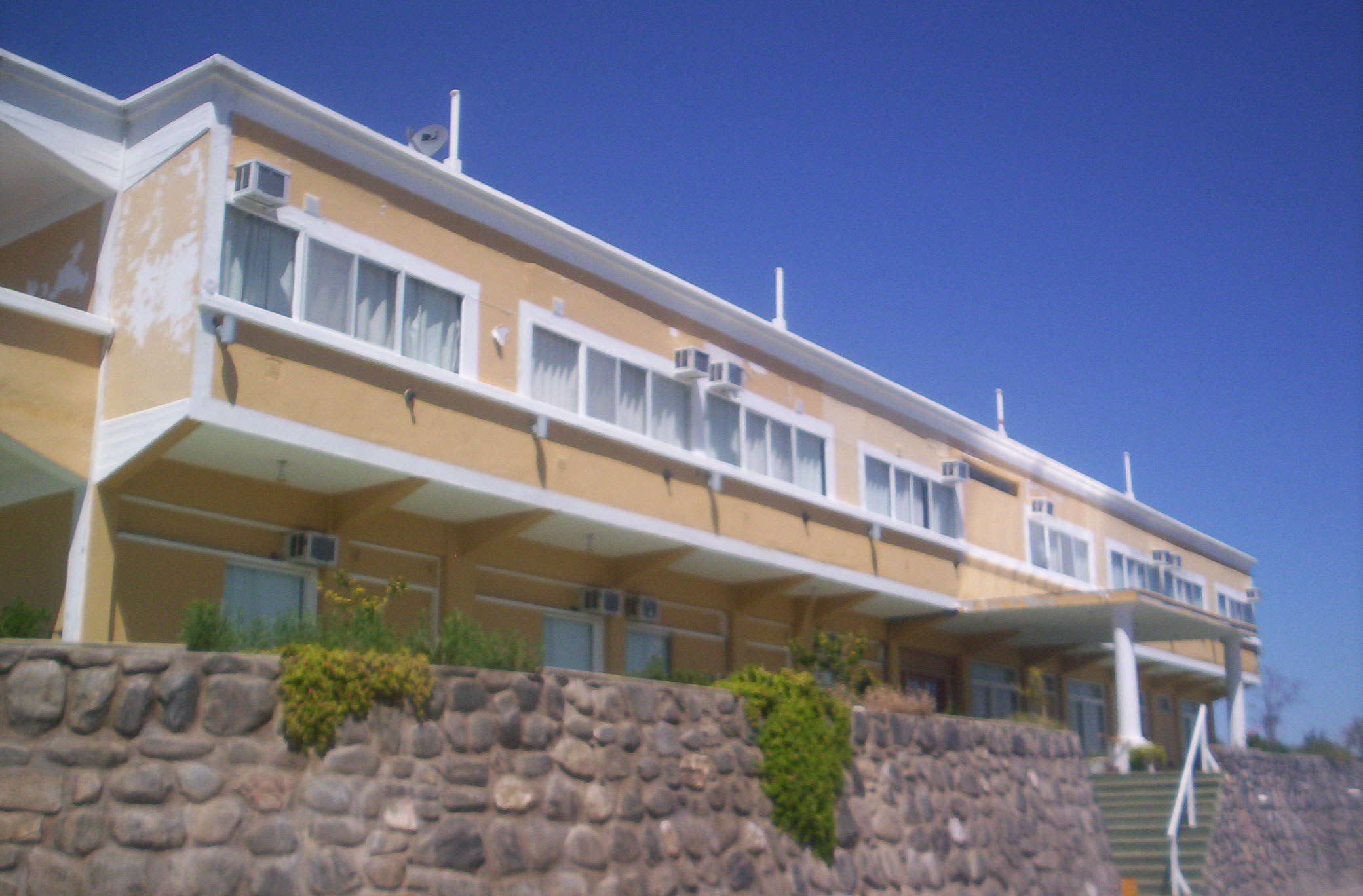
Hotel ubicado en el santuario

Los arrieros primero, y posteriormente los camioneros, son considerados los máximos difusores de la devoción hacia la Difunta Correa. Serían los responsables de haber levandado pequeños altares en rutas del país. Los altares presentan imágenes de la escultura de la muerta, en los cuales se dejan botellas de agua, con la supersticiosa creencia, por parte de los devotos, de que supuestamente podrán calmar la sed de la muerta. La devoción por Deolinda Correa se extendió al sur de Argentina (Provincias de Chubut y Santa Cruz) producto de la oleada de familias del norte atraídas por el auge de la industria petrolera.
Las visitas al santuario se producen durante todo el año, pero son más frecuentes en Semana Santa, el día de las Ánimas (2 de noviembre), la Fiesta Nacional del Camionero, en Vacaciones de Invierno y para la Cabalgata de la Fe que se realiza todos los años entre abril y mayo. En las épocas de mayor afluencia puede llegarse hasta a trescientas mil personas; el promedio (año 2005) de los que peregrinan al santuario de la "Difunta Correa" en Vallecito es de 1.000.000 personas/año.
En enero del 2015 se anuncian obras para mejorar las condiciones del oratorio, ya que se encontraban en muy mal estado.